# لارش بیستول
لارش بیستول (انگلیسی: Lars Bystøl؛ زادهٔ ۴ دسامبر ۱۹۷۸) اسکی‌باز پرش اهل نروژ بود.